# Rathaus Wünschelburg

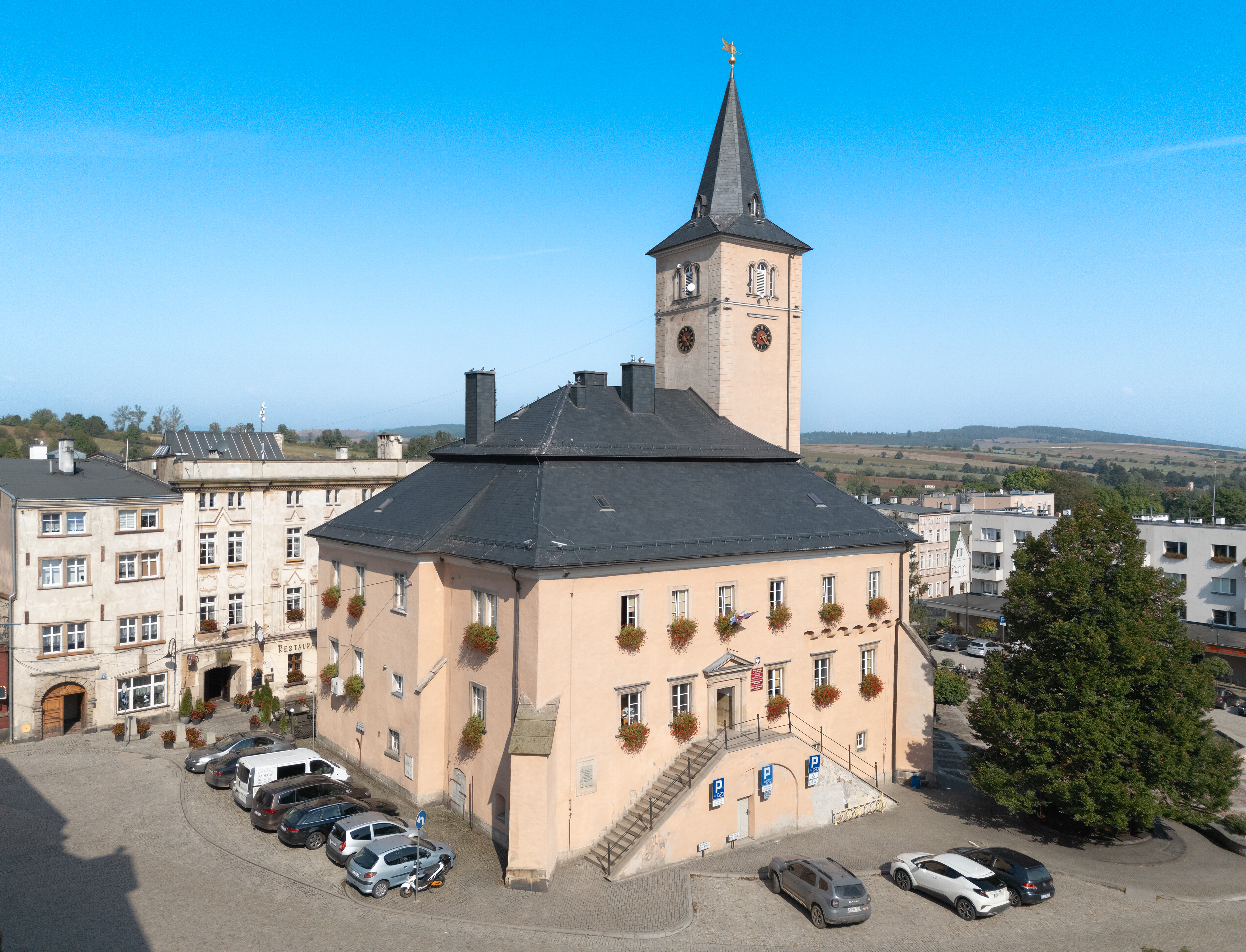
Rathaus Wünschelburg

Das Rathaus Wünschelburg (polnisch Ratusz w Radkowie) ist der mittelalterliche Rathausbau im glätzischen Radków (deutsch: Wünschelburg) in der Woiwodschaft Niederschlesien in Polen.

## Geschichte
Der heutige Bau geht auf einen Neubau nach einem Stadtbrand im Jahre 1545 zurück. Aus jener Zeit stammt der Nordteil mit seinem Gewölbe. 1609–1628 wurde an der Südseite der Rathausturm errichtet, der die vorher am Kirchturm befestigte Stadtuhr trug. Die Fassade wurde mit Sgraffito versehen. 1750 fanden weitere Umbauten statt, 1852 wurden eine Aussichtsterrasse sowie das spätklassizistische Portal an der Südfassade ergänzt. 1882–1885 wurde das Rathaus erneut umgestaltet.

## Teuber-Linde
Neben dem Rathaus steht eine Winterlinde, die vermutlich nach dem zweiten großen Stadtbrand 1738 gepflanzt wurde. Ihr zu deutscher Zeit gebräuchliche Name bezieht sich auf den Wünschelburger Heimatdichter Viktor Teuber.

## Bauwerk
Das zweistöckige Backsteingebäude steht in der Mitte des Marktplatzes auf quadratischem Grundriss und trägt ein Mansarddach. Der Rathausturm trägt einen Spitzhelm. Zum Haupteingang, über dem ein Wappenstein aus dem Jahr 1683 eingelassen ist, führt eine zweiläufige Treppe.